# Pølser

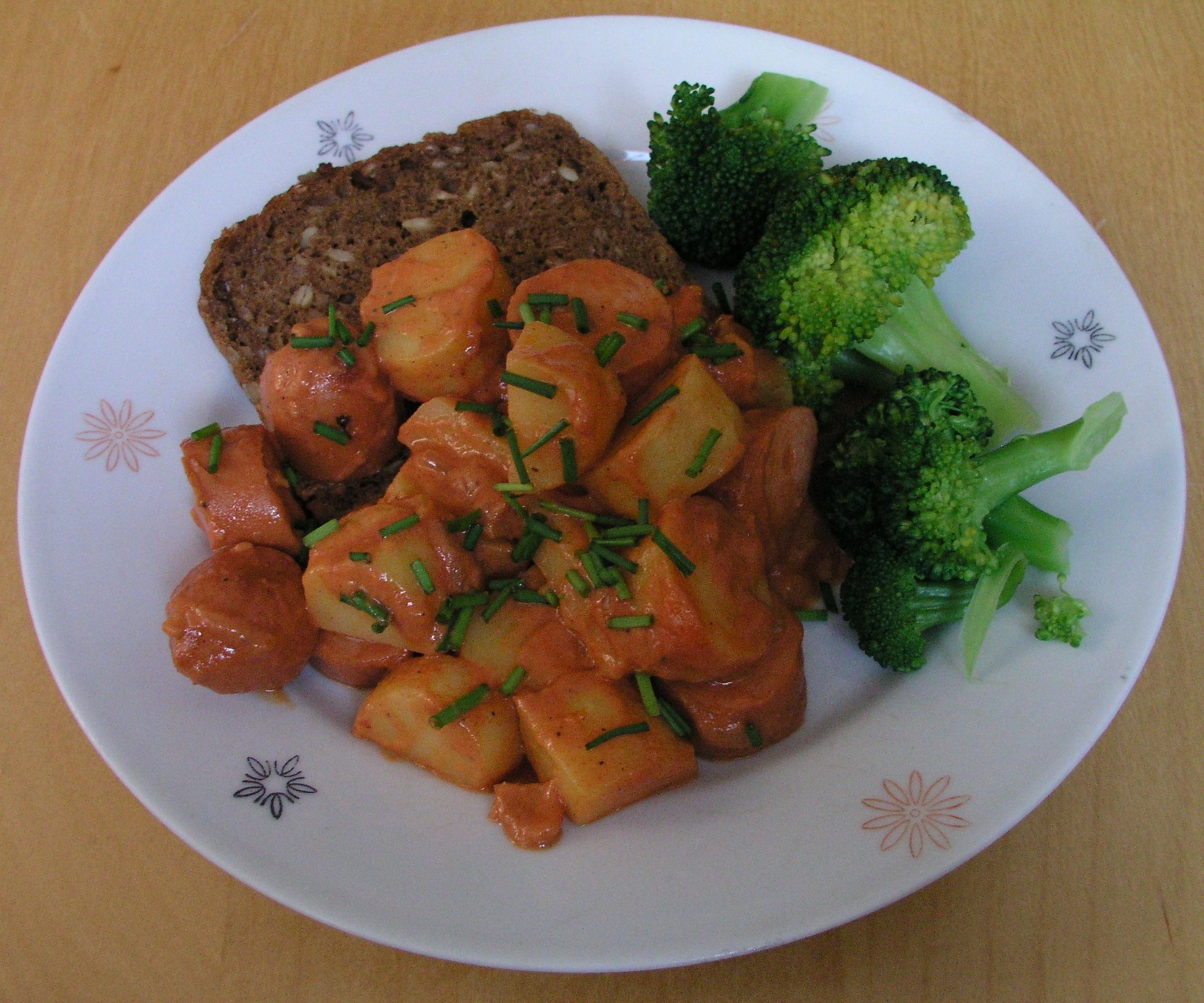
Estofado de salchichas típico de Suecia.

Pølser (en danés 'salchicha') es una comida típica y muy popular en la cocina danesa. Es tan corriente ver un puesto de hot dog (salchichas en pan) que se ha llegado a considerar como uno de los platos nacionales de Dinamarca. En los puestos de hot dogs se preparan generalmente dos tipos de salchichas: la roja cocida (tan único en la cocina danesa) o la asada. Se suelen acompañar con una combinación de ketchup, mostaza, remoulade, pepinillo y cebollas fritas o crudas (cada danés tiene su combinación preferida).

## Características
Las salchichas escandinavas se hacen generalmente de carne de cerdo muy finamente picada, pudiendo llegar a un contenido cárnico de un 60 a un 75%, condimentado muy escasamente con pimienta, se suele añadir nuez moscada molida, la pimienta inglesa o especias dulces similares, se añaden semillas de mostaza molida y algo de azúcar, manteca de cerdo, harina de patata y soja (o en su defecto proteína de leche) se agregan a menudo como relleno. Casi todas las salchichas comercializadas están precocinadas industrialmente, de tal forma que se calientan en agua por el consumidor.
El aspecto característico de las salchichas pølser es que la cubierta (o piel de plástico) contiene a menudo un tinte rojo tradicional que las convierte en muy llamativas. También se suelen llamar wienerpølser la leyenda urbana menciona que tienen su origen en la ciudad de Viena donde se pidieron en una ocasión salchichas de un día (es decir, no recientes) y, para no mezclarlas, se tiñeron de rojo, a modo de advertencia, para que se distinguieran de las frescas. Otras fuentes dicen que se debe a un carnicero en Lyon como el primero en inventar las salchichas teñidas de rojo.

## Variantes
La salchicha sueca falukorv tiene alguna similitud con la pølser (quizás no tan roja de aspecto), pero es de 5 cm de grosor y generalmente se corta en rodajas y se fríe. Además no se vende en los stands públicos y es considerada una salchicha casera.